# Embaixada do Reino Unido em Lisboa
A Embaixada do Reino Unido em Lisboa é a mais alta representação diplomática do Reino Unido em Portugal. A Embaixada está localizada em Lisboa e tem como objetivo promover os interesses britânicos em Portugal e no Cabo Verde.